# Muslimische Eroberung der Iberischen Halbinsel
Die muslimische Eroberung der Iberischen Halbinsel im Rahmen der islamischen Expansion begann 711 n. Chr. und dauerte bis in die 720er Jahre. Sie wurde von den Streitkräften der in Damaskus residierenden Umayyaden-Dynastie durchgeführt und resultierte in der Zerschlagung des Westgotenreichs sowie der Gründung des muslimischen Reichs al-Andalus. Der gebirgige Norden der Iberischen Halbinsel konnte von den Muslimen nicht okkupiert werden; hier bildeten sich christliche Staaten wie das Königreich Asturien.

## Vorgeschichte
Nach dem Tod des Verkünders des Islam, Mohammed († 632), begannen dessen Nachfolger eine weitreichende und schnelle militärische Expansion. Muslimische Heere eroberten bis 651 das persische Sassanidenreich, trugen Kämpfe gegen das Byzantinische Reich aus und drangen nach Nordafrika vor. Dort stießen sie vor allem auf größeren Widerstand bei der Unterwerfung der Berber-Stämme. Die endgültige Eroberung Nordafrikas erfolgte unter der Regierung des Umayyaden-Kalifen Abd al-Malik (regierte 685–705). Mit der Eroberung des Maghreb hatten die Araber ihre Herrschaft über den südlichen Mittelmeerraum fest etabliert.
Der konkrete Anlass für die Invasion der Iberischen Halbinsel durch die Araber ist infolge der schlechten Quellenlage unsicher, ebenso der genauere Verlauf der mehrere Jahre in Anspruch nehmenden Eroberung. Es liegen hauptsächlich nur späte und tendenziöse Quellen der christlichen und muslimischem Historiographie vor. Die wichtigste, aber knappe zeitgenössische Quelle ist die mozarabische Chronik von 754; dazu kommt der numismatische Befund. Möglicherweise handelte es sich zunächst nur um Plünderungszüge, und erst als sich das Vorstoßen auf die Pyrenäen-Halbinsel anfangs als relativ leicht erwies, könnten die muslimischen Kommandanten deren dauerhafte Eroberung mit nachfolgender Staatengründung beschlossen haben. Jedenfalls erleichterte den Invasoren die Schwächung der Westgoten durch innere Machtkämpfe zwischen verschiedenen Königssippen und einer in Faktionen zerfallenen Aristokratie die Zerschlagung von deren Reich. Die Konflikte des 710 zur Macht gekommenen Westgotenkönigs Roderich mit der Familie seines Vorgängers Witiza, die ihm die Thronrechte streitig machte, mochten dem im Maghreb erfolgreich operierenden arabischen Feldherrn Mūsā ibn Nusair bekannt geworden sein. Nach unglaubwürdigen späteren Quellen sollen die Muslime sogar von einem comes Julian, der mutmaßlicher byzantinischer Exarch von Ceuta war, oder durch Anhänger der unterlegenen Witiza-Familie ins Land gerufen worden sein.

## Verlauf

### Muslimische Eroberungen von 711 bis in die frühen 720er Jahre

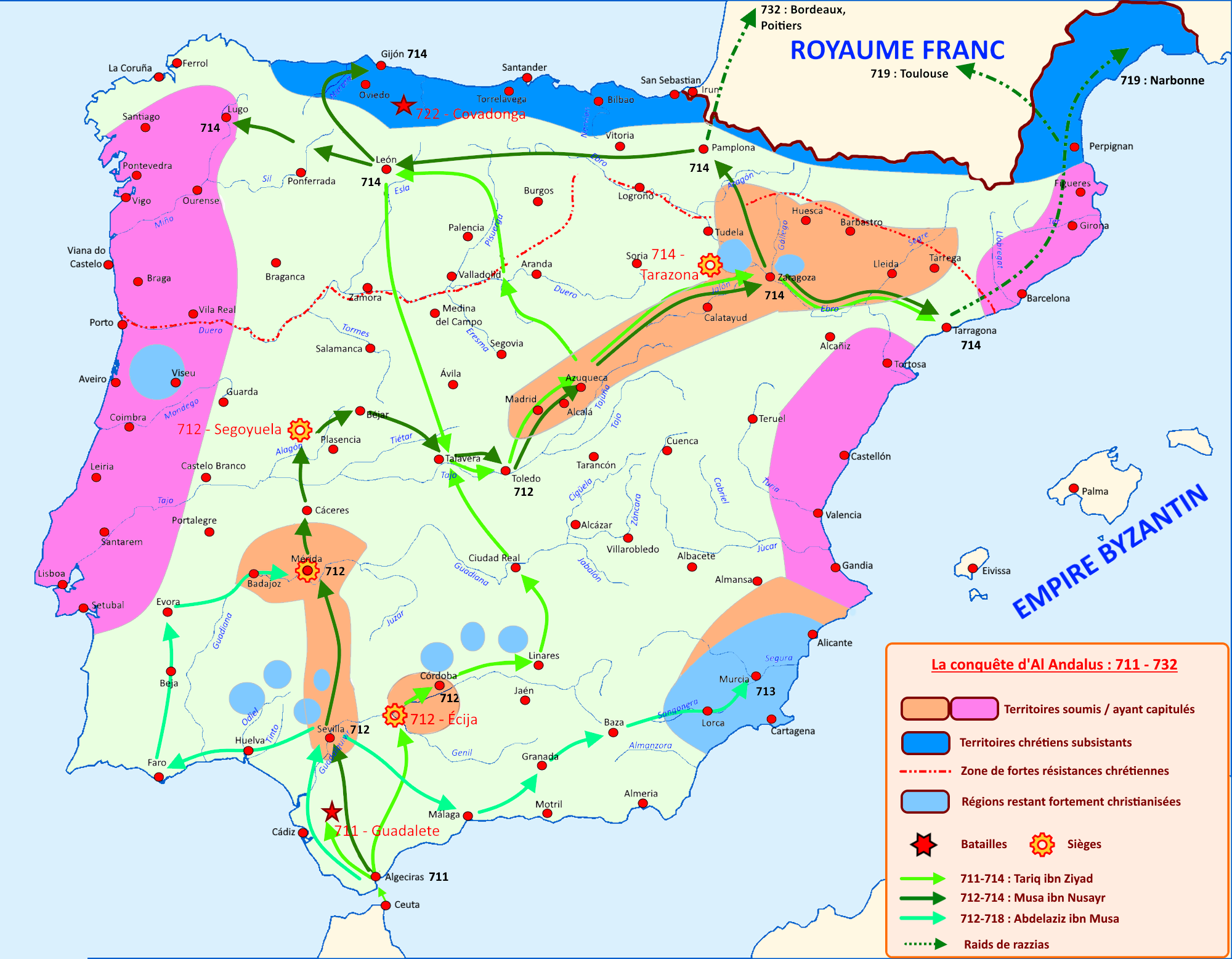
Muslimische Invasion der Iberischen Halbinsel von 711 bis 718

Nach der Einnahme Karthagos (698) waren den Arabern große Flottenverbände in die Hände gefallen, mit denen sie Raubzüge gegen die Balearen, Sizilien und Sardinien unternahmen, woraufhin sie sich auch der Iberischen Halbinsel zuwandten. Mūsā ibn Nusair entsandte im Juli 710 einen kleinen Expeditionstrupp von etwa 400 Kriegern über die Straße von Gibraltar zur südspanischen Küste, um das dortige Terrain erstmals in Augenschein zu nehmen. Das vom Berberführer Tarif ibn Malik kommandierte Korps landete bei der nach ihm benannten andalusischen Stadt Tarifa. Da sich nur geringer Widerstand regte, segelte Tāriq ibn Ziyād, Gouverneur von Tanger, im Frühling 711 im Auftrag Mūsās mit 7000 hauptsächlich aus Berbern bestehenden Kämpfern von Ceuta zum bis heute seinen Namen tragenden Felsen Djabal Tariq (= Gibraltar). Von dort stieß er nach Norden vor. Der Westgotenkönig befand sich damals im Norden der Iberischen Halbinsel, wo er gegen revoltierende Basken vorging. Als er vom muslimischen Einfall erfuhr, marschierte er rasch gegen deren Heer und stieß mit ihm im Juli 711 bei Arcos de la Frontera zusammen. Hier fiel er während der für die Araber und Berber mit einem Sieg endenden Schlacht am Río Guadalete. Die Einzelheiten der Schlacht sind nur in späten, eine verzerrte Darstellung gebenden Quellen fassbar und daher umstritten. So soll nach einer von modernen Historikern als Legende betrachteten Version der erwähnte comes Julian mit Tāriq ibn Ziyād einen Bund zum Sturz Roderichs geschlossen haben, da Letzterer Julians Tochter vergewaltigt habe.
Tāriqs Streitkräfte konnten nach der gewonnenen Schlacht rasch weiter vordringen. Über Córdoba stießen sie gegen die westgotische Hauptstadt Toledo vor, die sie ebenfalls einnahmen. Laut der mozarabischen Chronik töteten sie hier zahlreiche westgotische Adlige, sodass wohl keine organisierte Verteidigung des Reichs mehr möglich war. Nach den Erfolgen von Tāriq ibn Ziyād begab sich der als Statthalter von Ifrīqiya fungierende Mūsā ibn Nusair im Juni 712 selbst mit einem etwas stärkeren Heer von etwa 18.000 Mann, überwiegend Orientalen, auf die Iberische Halbinsel. Er soll zur Wiederherstellung der regulären Rangordnung die kurzzeitige Inhaftierung seines Unterfeldherrn Tāriq angeordnet haben. Beide setzten aber bald die erfolgreichen Eroberungen fort. Mūsā ging es zunächst um die Absicherung der bisher nur schwach geschützten Westflanke. Unter anderem wurden Carmona und Sevilla erstürmt; das energischen Widerstand leistende Mérida fiel indessen erst nach längerer Belagerung im Juni 713 an die muslimischen Eroberer.
Bei der weiteren Eroberung der Iberischen Halbinsel scheinen die muslimischen Heerführer auch westgotische Adlige auf ihre Seite zu ziehen versucht haben, indem sie ihnen eigene Herrschaften verliehen und nur die Akzeptanz der arabischen Oberhoheit verlangten. So ließen sie vielleicht gemäß manchen Quellenangaben den Söhnen Witizas einen Teil des westgotischen Königsguts. Überliefert ist ein Vertrag, den der über größere Gebiete in der Carthaginiensis gebietende dux Teodomiro im April 713 mit Mūsās Sohn Abd al-Aziz schloss. Darin wurde er im Besitz mehrerer Städte bestätigt und seinen Untertanen ihre Sicherheit und freie Religionsausübung garantiert, wofür er die arabische Hegemonie anerkennen und jährliche Tribute leisten musste.
Nachdem Mūsā ibn Nusair 714 Saragossa eingenommen hatte und nun wohl über die Pyrenäen nach Septimanien vorstoßen wollte, wurde er gemeinsam mit Tāriq ibn Ziyād vom Umayyaden-Kalifen al-Walid I. zum Rapport nach Damaskus zurückberufen. Beide kehrten nicht mehr auf die Iberische Halbinsel zurück. Seinen Sohn Abd al-Aziz hatte Mūsā als ersten arabischen Statthalter von al-Andalus zurückgelassen. Von 714 bis 716 eroberten muslimische Truppen – wenigstens zeitweilig – weitere iberische Städte, u. a. León, Astorga und Lugo im Nordwesten sowie Pamplona, Tarragona, Barcelona und Girona im Nordosten. Abd al-Aziz heiratete zur Stärkung seiner Macht die Witwe Roderichs, Egilona. Möglicherweise fürchtete der neue Kalif Sulaimān eine zu eigenständige Politik seines Statthalters, denn angeblich geschah es auf seinen Befehl, dass Abd al-Aziz bereits 716 nahe Sevilla ermordet wurde.
Indessen gab es auch nach dem Tod Roderichs zwei weitere Westgotenkönige. Der im Wesentlichen nur durch wenige Münzfunde bekannte König Agila II. war entweder als Gegenkönig zu Roderich bereits 710 oder nach anderer Forschungsmeinung erst nach Roderichs Tod 711 an die Macht gekommen, beherrschte aber nur Teile der nordostiberischen Region Tarraconensis sowie Septimanien in Südwestfrankreich. Er regierte etwa drei Jahre; seine Herrschaft endete wohl 714 mit der muslimischen Eroberung des Ebro-Tals und Saragossas. Ihm folgte Ardo als letzter Westgotenkönig. Sein Reichsgebiet wurde von den Muslimen nach und nach besetzt, zuletzt um 720 Narbonne, die Hauptstadt Septimaniens.

### Erster erfolgreicher Widerstand im Norden
Die bis Anfang der 720er Jahre erfolgten Eroberungen der Araber und Berber bildeten im Wesentlichen auch in der Folgezeit die territoriale Ausdehnung von al-Andalus. Da sie ihre dortige Herrschaft erst allmählich festigen konnten, war es den Eroberern nicht möglich, ihr Reich weiter auszudehnen. Sie unternahmen aber bisweilen Raubzüge nach Gallien; so führte etwa Abd ar-Rahmān al-Ghāfiqī 732 einen Plünderungsfeldzug oder eine Vergeltungsaktion durch, wurde aber in der Schlacht von Tours und Poitiers entscheidend geschlagen.
Im nördlichen iberischen Gebirgsland kam es bald zu Widerstand gegen die muslimische Herrschaft. Der adelige Westgote Pelayo überwarf sich offenbar um 718 mit dem muslimischen Statthalter Asturiens, Munuza, versammelte seine Anhänger in einer entlegenen Bergregion Asturiens und probte den Aufstand. Um 722 entsandten die muslimischen Machthaber eine Streitmacht zur Unterdrückung der Revolte, wurden aber von Pelayos Truppen in der Schlacht von Covadonga geschlagen.  Wiederum sind Details dieses militärischen Zusammenstoßes aufgrund später unzuverlässiger und widersprüchlicher Quellen kaum eruierbar. Die frühesten christlichen Aufzeichnungen sind nach 883 verfasste asturische Chroniken, die von einem überwältigenden Sieg Pelayos und übertriebenen Zahlen von muslimischen Gefallenen sprechen. Spätere christliche Interpretation überhöhte diese Schlacht weiter; demnach habe mit ihr die Reconquista in Form eines ersten Abwehrkampfes gegen muslimische Heere begonnen. Ebenfalls nicht zeitgenössische arabische Historiker spielen hingegen das Ereignis hinunter, indem sie behaupten, dass von 300 christlichen Rebellen nur 30 lebendig aus der Schlacht entkommen seien. Sicher scheint nur, dass Pelayo ein muslimisches Heer schlug und danach ein kleines Reich in Asturien mit dem Hauptort Cangas de Onis errichtete.
Außer in Asturien bildeten sich in der Folgezeit auch christliche Reiche wie Galicien im Nordwesten sowie das Baskenland im Nordosten und kleinere Herrschaften im Pyrenäenraum, die später die Namen Navarra, Aragonien und Katalonien erhielten. Das Kantabrische Gebirge bildete zwei Jahrhunderte die Grenze zwischen dem christlichen und muslimischen Herrschaftsbereich. Die asturischen Könige entvölkerten die vor diesem Gebirge liegenden Ebenen des Duero-Beckens, damit eine Pufferzone zu al-Andalus entstand.